# Reagrupament d'Esquerres Republicanes
El Reagrupament d'Esquerres Republicanes (francès Rassemblement des gauches républicaines, RGR) fou una coalició electoral de la Quarta República Francesa de tendència centre-dretana.
A la fi de la Segona Guerra Mundial, aquesta coalició permeté que el Partit Radical, en aliança amb la UDSR, fer-se lloc en la política francesa.

## Els components de RGR
- El Partit Radical
- La Unió democràtica i socialista de la Resistència (UDSR)
- Diverses petites formacions centristes o dretanes de la Tercera República Francesa, com ara:
  - Partit Republicà Social de la Reconciliació Francesa (dit "RF"), successor del PSF abans de la guerra i dels Croix-de-feu, presidit pel coronel de la Rocque;
  - Aliança Democràtica, que va ser un dels partits de centredreta de la Tercera República i aplegava dirigents com Paul Reynaud;
  - Partit Democràtic petit partit compost per resistents del Partit Demòcrata Popular, que es va fusionar després d'uns mesos d'existència, amb la UDSR;
  - Partit Socialista Democràtic de Paul Faure Aquest últim es compon gairebé exclusivament per antics membres de la SFIO declarats inelegibles per col·laboracionisme;
  - Partit Radical Independent;
  - Partit Republicà-Socialista. Aquests dos últims partits no tenia existència abans de l'Alliberament,

El Reagrupament d'Esquerres Republicanes comptava també amb nombrosos afiliats directes procedents d'alguna de les seves formacions, Així, François Mitterrand fou membre de la RGR abans d'unir-se a l'UDSR.

## Història

### Els orígens
Aquesta coalició fou dissenyada per tal de permetre als radicals i a la UDSR de sobreviure a l'escrutini proporcional, però acabà aplegant nombroses formacions conservadores per tal de mantenir la il·lusió d'un gran reagrupament. Això va permetre al Partit Radical de retrobar bona part de la seva influència política. De fet, aquest reagrupament era compost d'individualitats i malgrat el seu nom, orientats cada cop més cap a la dreta.
El RGR era subvencionat per la patronal francesa, qui hi veia (abans de la creació del CNIP) la millor defensa contra el comunisme i l'estatisme, i el millor drfensor del liberalisme econòmic en un context marcat per nombroses nacionalitzacions.
Jean-Paul David, secretari general, dirigí el reagrupament segons el principis d'organització política moderna.
El RGR va obtenir l'11,6% dels vots a les legislatives del 2 de juny de 1946, i després el 12,4% (70 diputats) les del 10 de novembre de 1946. El RGR s'afermà després de les senatorials de 1948 i esdevingué el grup principal a l'Alta Assemblea amb 83 electes. A les legislatives de 1951, el RGR va mantenir-se en l'11,1%.
Gràcies a la seva participació en la Tercera força (amb la SFIO i el MRP), el RGR va permetre a personalitats del Partit Radical i de l'UDSR de participar en molts governs de la Quarta República Francesa (1946-1951).

### El RGR autònoma
A les legislatives de 1956, el RGR només va obtenir el 3,9% dels vots (12 elegits) perquè nombrosos radicals i de la UDSR es presentaren sota l'etiqueta del Front Republicà (mendesista). Després d'aquest sotrat, el RGR es constituí en partit autònom de centredreta sota la direcció d'Edgar Faure, aplegant els radicals hostils a Pierre Mendès France i exclosos del Partit Radical.
El RGR es dissolgué en 1958 : motls dels seus membres retornaren al Partit radical, mentre que Jean-Paul David creà el Partit Liberal Europeu.

## Organització
El 1951 el RGR comptava 17 500 afiliat. La coalició tenia afiliades algunes organitzacions com el Rassemblement des Femmes Républicaines i l'Assemblée des Jeunes RGR, posteriorment Jeunesses Européennes Libérales.

## Personalitats

### Presidents
- Marcel-François Astier (1946-1947)
- Gabriel Cudenet (1947-1948)
- Vacant (1949)
- Édouard Daladier (1950-1955)
- Edgar Faure (president de 1955 a 1958)

### Altres personalitats
Henri Queuille, Jean Médecin, François Mitterrand, Félix Gaillard, Jean-Paul David, René Mayer.